# Magelona pectinata
Magelona pectinata är en ringmaskart som beskrevs av Nateewathana och Hylleberg 1991. Magelona pectinata ingår i släktet Magelona och familjen Magelonidae. Inga underarter finns listade i Catalogue of Life.